# Maybe (Jay Sean)
Maybe è un brano musicale del cantante britannico Jay Sean, pubblicato come secondo singolo estratto dal suo album My Own Way il 14 aprile 2008. Il singolo ha raggiunto la diciannovesima posizione della Official Singles Chart, ed ha avuto un buon successo anche in Giappone. Una cover del brano in cinese è stata registrata da Coco Lee.

## Tracce
CD1 Island / 1748515
1. Maybe [Radio Edit] - 3:26
2. Ghetto Bruv! - 3:21

CD2 Island / 1748657
1. Maybe (The Beep Beep Song) - 3:30
2. Maybe (J remy & Bobby Bass Remix) - 3:09
3. Maybe (Agent X Edit) - 3:59
4. Maybe (Punjabi Hit Squad Remix) - 3:17
5. Maybe (Reelsoul Sole Channel Remix) - 4:05
6. Maybe (Tigerstyle Remix) - 3:22
7. Ghetto Bruv! - 3:21

## Classifica
| Classifica (2008)                     | Posizione più alta |
| ------------------------------------- | ------------------ |
| European Hot 100 Singles              | 64                 |
| Giappone (Billboard Japan Hot 100)    | 7                  |
| Regno Unito (Official Charts Company) | 19                 |